# Ghofran Khelifi
Pour les articles homonymes, voir Khelifi.
Ghofran Khelifi, née le 9 juillet 1998, est une judokate tunisienne.

## Carrière
Ghofran Khelifi évolue dans la catégorie des moins de 57 kg. Elle est sacrée championne d'Afrique en 2017 à Antananarivo et en 2019 au Cap, et remporte la médaille de bronze aux championnats d'Afrique 2018 à Tunis.
Elle est médaillée de bronze aux Jeux méditerranéens de 2018. Elle obtient l'or aux Jeux africains de 2019 et aux championnats d'Afrique 2021 à Dakar.
Elle participe aux Jeux olympiques de 2020 à Tokyo.

## Famille
Elle est la sœur de la judokate Mariem Khelifi.

## Palmarès
| Année | Compétition                    | Lieu         | Résultat | Catégorie      |
| ----- | ------------------------------ | ------------ | -------- | -------------- |
| 2016  | Championnats d'Afrique juniors | Casablanca   | 1re      | Moins de 57 kg |
| 2017  | Championnats d'Afrique         | Antananarivo | 1re      | Moins de 57 kg |
| 2018  | Championnats d'Afrique         | Tunis        | 3e       | Moins de 57 kg |
| 2018  | Jeux méditerranéens            | Tarragone    | 3e       | Moins de 57 kg |
| 2018  | Championnats du monde juniors  | Nassau       | 7e       | Moins de 57 kg |
| 2019  | Championnats d'Afrique         | Le Cap       | 1re      | Moins de 57 kg |
| 2019  | Jeux africains                 | Rabat        | 1re      | Moins de 57 kg |
| 2020  | Championnats d'Afrique         | Antananarivo | 3e       | Moins de 57 kg |
| 2021  | Championnats d'Afrique         | Dakar        | 1re      | Moins de 57 kg |